# Арапілес
Арапілес (ісп. Arapiles) — муніципалітет в Іспанії, у складі автономної спільноти Кастилія-і-Леон, у провінції Саламанка. Населення — 577 осіб (2010).
Муніципалітет розташований на відстані близько 170 км на захід від Мадрида, 8 км на південь від Саламанки.
На території муніципалітету розташовані такі населені пункти: (дані про населення за 2010 рік)
- Арапілес: 319 осіб
- Орехудос: 1 особа
- Ла-Пінілья: 15 осіб
- Лас-Торрес: 225 осіб
- Ель-Венторро: 17 осіб

## Демографія
Динаміка населення (INE ):

## Зовнішні посилання
- Провінційна рада Саламанки: індекс муніципалітетів [Архівовано 23 квітня 2009 у Wayback Machine.]
- Посилання на Google Maps